# Faccio soldi
Faccio soldi è un singolo dei rapper italiani Mike Lennon e Myss Keta, pubblicato il 18 settembre 2020.

## Tracce
1. Faccio soldi – 2:26